# Oregodasys ruber
Oregodasys ruber is een buikharige uit de familie Thaumastodermatidae. Het dier komt uit het geslacht Oregodasys. Oregodasys ruber werd in 1956 voor het eerst wetenschappelijk beschreven door Swedmark. 